# Нойберт, Герхард
Герхард Нойберт (нем. Gerhard Neubert; 12 июня 1909, Йохангеоргенштадт, Германская империя — 5 декабря 1993, Дипхольц, Германия) — унтершарфюрер СС, санитар в концлагере Аушвиц III Моновиц.

## Биография
Герхард Нойберт родился 12 июня 1909 года в семье адвоката. После окончания народной школы выучился на фортепьянного мастера, обучение закончил в 1927 году. Потом переехал в город Дипхольц в Нижней Саксонии, где занял руководящий пост в мебельном магазине. В 1940 году был призван в Войска СС, получил базовую военную подготовку, проходя службу в полку СС «Остмарк» в Праге. Впоследствии в течение года вместе со своим подразделением дислоцировался в Нидерландах, а потом воевал на Восточном фронте. На пункте сбора в Кракове Нойберт после отпуска на родине не был возвращён в свой отряд, а был переведён в концлагерь Освенцим. Сначала он служил в охране лагеря и был задействован в эксплуатации дезинфекционных сооружений и парового котла. Кроме того, он закончил учебные курсы по санитарии и дезинфекции. С января 1943 по январь 1945 года служил санитаром в лагерном комплексе Моновиц под непосредственным руководством Хорста Фишера, а с осени 1944 года — Ганса Вильгельма Кёнига. На этой должности был ответственным как за предварительные, подтверждённые лагерным врачом СС, так и за окончательные селекции заключённых из тюремной больницы. Заключённых, подвергнутых селекции, убивали в основном лагере и в комплексе Биркенау с помощью инъекций фенола или отправляли в газовую камеру:
Так часто заключённые были готовы спасти знакомых от уничтожения. Роберт Вайц сообщил как заключённого, больного пиелонефритом, выгнали из транспорта предназначенного для газификации после того как санитар в Моновице Нойберт был подкуплен за 100 долларов. Ян Трайстер вспоминает похожее событие: еврей, депортированный из Франции, по имени Завадски был исключён Нойбертом из списка для газации за литр бренди и 50 долларов.
В сентябре 1943 года был награждён крестом «За военные заслуги» 2-й степени с мечами. Как сотрудник лагерного персонала он принимал участие в убийствах.
После эвакуации Освенцима служил санитаром в лагерях Бухенвальд, Дора-Миттельбау и Нойенгамме.

### После войны
По окончании войны попал в британский плен в Шлезвиг-Гольштейне и уже через 10 недель был освобождён. Впоследствии работал в Дипхольце в качестве батрака, плотника и полировщика. Между октябрём 1958 и концом 1963 года служил в гарнизонном управлении бундесвера в Дипхольце, а затем вновь занял руководящий пост на мебельной фабрике.
В рамках судебного разбирательства во время Франкфуртского Освенцимского процесса Нойберт попал в поле зрения следователей. 17 июля 1964 года из-за болезни почек был выпущен из следственного изолятора. Во время одного из последующих Освенцимских процессов во Франкфурте-на-Майне он и двое других обвиняемых были привлечены к судебной ответственности. С начала 1966 года находился в предварительном заключении. 16 сентября 1966 года был приговорён за пособничество в убийстве в 35 случаях к 3,5 годам заключения. В приговоре было отмечено, что он принимал «окончательное решение относительно селекций, а задержанные им заключённые не были представлены лагерному врачу». В качестве смягчающего обстоятельства было отнесено, по словам некоторых бывших узников, «сочувственное отношение к заключённым». 28 января 1971 года был условно-досрочно освобождён. Умер в 1993 году в Дипхольце.